# Irena Pietrzykowska
Irena Pietrzykowska (ur. 1929, zm. 2 czerwca 2016) – polska biolog, prof. dr hab.

## Życiorys
W 1953 ukończyła studia na Uniwersytecie Warszawskim. W 1987 uzyskała tytuł profesora nauk przyrodniczych. Pracowała w Instytucie Biochemii i Biofizyki Polskiej Akademii Nauk.